# Frankenallee
Die Frankenallee ist eine Alleestraße in Frankfurt am Main, die quer durch den Stadtteil Gallus führt und eine der Haupterschließungsstraßen bildet. Sie beginnt am Güterplatz vor dem ehemaligen Hauptgüterbahnhof, wird durch den Bahndamm an der Schlossborner Straße unterbrochen und endet an der Grenze zum Stadtteil Griesheim. Sie verläuft parallel zur südlich liegenden Mainzer Landstraße und führt durch die Hellerhofsiedlung.
Teile des zentral liegenden Grünstreifens sowie die Gehwege wurden seit 2007 in zwei Abschnitten umgebaut und verschönert. Ein dritter Bauabschnitt soll folgen. Im Mittelstreifen stehende Baumarten sind u. a. Eiche, Kastanie, Platane und verschiedene Ahornarten. Jeden Freitag findet auf der Frankenallee der Wochenmarkt im Gallus statt.
In ihr befindet sich die evangelische Friedenskirche und die katholische Maria Hilf-Kirche, bis zu ihrem Auszug und dem Abbruch des Gebäudes auch der Sitz des Medienhauses Frankfurter Societät. Außerdem liegt hier das Haus Gallus, in dem teilweise die Auschwitzprozesse geführt wurden. In unmittelbarer Nähe (Kreuzung Frankenallee/Hufnagelstraße) kam 1985 der Demonstrant Günter Sare ums Leben.
Verkehrstechnisch ist die Frankenallee durch den nördlichen Ausgang der S-Bahn-Station Galluswarte an die S 3 bis S 6 sowie die Buslinien 52 und 87 angeschlossen. Perspektivisch auch durch die Linie U5 am U-Bahnhof Güterplatz (geplante Eröffnung 2027).